# Koronacja Matki Boskiej (obraz El Greca z Toledo)
Koronacja Matki Boskiej – obraz olejny hiszpańskiego malarza pochodzenia greckiego Dominikosa Theotokopulosa, znanego jako El Greco. Jest sygnowany: domènikos theotokópoulos krès.
Obraz stanowi część zamówienia, jakie malarzowi zleciło Bractwo Matki Boskiej Różańcowej z Talavera la Vieja. Zamówienie obejmowało trzy obrazy; dwa pozostałe to Święty Andrzej i Święty Piotr oraz wykonanie do nich rzeźbionych ram. Za swoją pracę El Greco otrzymał niewielkie wynagrodzenie 300 dukatów. Z trzech dzieł Koronacja jest najbardziej udaną pracą. Podczas wojny domowej w Hiszpanii duża część ołtarza uległa zniszczeniu, ale płótna ocalały przechowane w domu parafialnym.

## Opis obrazu
Kompozycja obrazu inspirowana jest ryciną Dürera. Została podzielona na dwie części. W górnej artysta przedstawił Maryję siedzącą na tronie z chmur, koronowaną przez Jezusa z prawej strony i Boga Ojca z lewej strony. Postać Ojca Wszechmogącego wzorowana była niewątpliwie na postaci Ojca z Trójcy Świętej  z ołtarza kościoła bernardynów Santo Domingo de Silos w Toledo. Jednakże jego osoba jest bardziej majestatyczna, odległa, przepojona głębokim spokojem i bardzo wyidealizowana. Ma na sobie białą szatę i płaszcz (kolor symbolizujący czystość), siedzi na chmurze znacznie jaśniejszej i bielszej niż ta znajdująca się po przeciwnej stronie, gdzie siedzi Chrystus. On, jak i Maria, mają na sobie szaty w intensywnych kolorach czerwonej purpury i niebieskim symbolizujących męczeństwo i wieczność. Nad głową Marii unosi się Duch Święty pod postacią gołębicy w towarzystwie cherubinów i serafinów.
W dolnej części, zgodnie z zapisem w umowie, znajdują się różni święci: Jan Ewangelista, Antonii, Sebastian ze strzałą w piersi i Dominik z różańcem. Od tyłu ukazany został święty Franciszek i Jan Chrzciciel. Wszystkie postacie stoją w kole otaczając kielich św. Jana; święci odwróceni plecami przybierają typowo manierystyczną pozę.
Postacie Maryi, Boga Ojca i Jezusa są wyidealizowane i kontrastują z naturalistycznymi wizerunkami świętych, zwłaszcza ze św. Dominikiem. Kolorystyka i oświetlenie nosi znamiona szkoły weneckiej, natomiast rzeźbione figury świętych zostały zainspirowane sztuką Michała Anioła, co dowodzi jeszcze silnego przywiązania artysty do włoskiego renesansu.
W 1591 roku El Greco namalował inną wersję tego samego tematu (Koronacja Matki Boskiej), o podobnej kompozycji, lecz pozbawionej dolnej części przedstawiającej świętych. Wersja znajduje się obecnie w muzeum Prado.